# Lycaste guatemalensis
Lycaste guatemalensis là một loài thực vật có hoa trong họ Lan. Loài này được Archila mô tả khoa học đầu tiên năm 1999.